# 버클리 스퀘어 (1933년 영화)
버클리 스퀘어(Berkeley Square)는 미국에서 제작된 프랭크 로이드 감독의 1933년 영화이다. 레슬리 하워드 등이 주연으로 출연하였고 제스 L. 라스키 등이 제작에 참여하였다.

## 출연

### 주연
- 레슬리 하워드
- 헤더 안젤

### 조연
- 아이린 브라운
- 베릴 머서
- 앨런 모우브레이
- 사무엘 S. 힌즈
- 데이비드 토렌스
- 올라프 하이튼
- 페르디난드 고트샤크

## 제작진
- 원작자: 존 L. 볼더스톤